# راكويا
راكويا (بالإيطالية: Raccuja)‏ هي بلدية في مقاطعة ميسينا في صقلية الإيطالية.

## السكان
في سنة 1861 بلغ عدد السكان 2٬327 نسمة، وتطور العدد ليصل في سنة 2011 لـ 1٬139 نسمة.
يظهر هذا المخطط البياني تطور النمو السكاني لـ راكويا